# Ben Marshall
Ben Marshall (Salford, 29 marzo 1991) è un calciatore inglese, centrocampista del Darwen.

## Caratteristiche tecniche
Ala destra, può giocare anche come ala sinistra.

## Carriera

### Club
Nel gennaio 2012 il Leicester City lo preleva dallo Stoke City in cambio di € 1,1 milioni. Il 28 agosto 2013 il Blackburn ne rileva le prestazioni per € 1,15 milioni. Passa il 31 gennaio 2017 per una cifra pari a € 1,4 milioni al Wolverhampton.

## Palmarès

### Club

#### Competizioni nazionali
- Football League Trophy: 1

Carlisle United: 2010-2011